# Betrichia longistyla
Betrichia longistyla är en nattsländeart som beskrevs av Oliver S. Flint Jr. 1983. Betrichia longistyla ingår i släktet Betrichia och familjen smånattsländor. Inga underarter finns listade i Catalogue of Life.